# Винновка (Самарская область)
Ви́нновка — село на берегу реки Волги. Ныне входит в состав сельского поселения Осиновка Ставропольского района Самарской области России.

## География
Расположено на юге Самарской луки — на берегу Саратовского водохранилища.

## История
По всей видимости, селение было основано чувашами в середине XVII века. Впервые оно упоминается при описании дворцовых сёл Самарского уезда 1671—1672 годах. Население села относилось к ясачным (государственным) крестьянам, и по всей видимости, в значительной степени состояло из беглых крестьян из центральных областей России. Причём, было обнаружено немало переселенцев из числа крестьян Троице-Сергиевой лавры. Их не стали возвращать обратно, но обязали платить подати монастырю.
В царствование Екатерины II монастырских крестьян перевели в разряд экономических.
В 1768 году всю самарскую луку передали из казны в собственность братьев Орловых. По договорённости между ними в 1794 году село отошло к Фёдору Орлову, а в 1802 году — к Алексею Орлову-Чесменскому.
В 1769 году селение посетил академик Петер Паллас.
В 1770 году на средства прихожан в селении была построена деревянная церковь в честь Казанской иконы Божией Матери. До постройки церкви селение считалось деревней и носило название Винная-на-ключе, после 1770 года именовалось село Богородское-Винновка.
В конце 1770-х годах из села Богородское Винновка тож в деревню Григорьевку были переселены ста двенадцать душ.
При создании Симбирского наместничества в 1780 году село Богородское Винновка тож вошло в состав Самарского уезда.
После смерти Алексея Орлова в 1808 году село унаследовала его дочь — графиня Анна Алексеевна Орлова-Чесменская, которая в 1843 году продала его удельному ведомству, управлявшему имуществом императорской семьи.

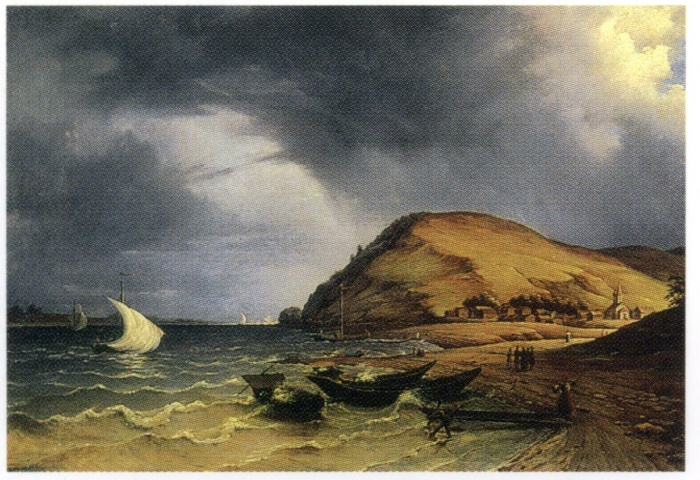
А. И. Иванов-Голубой. Вид села Винновки на Волге в Симбирской губернии. 1841 год

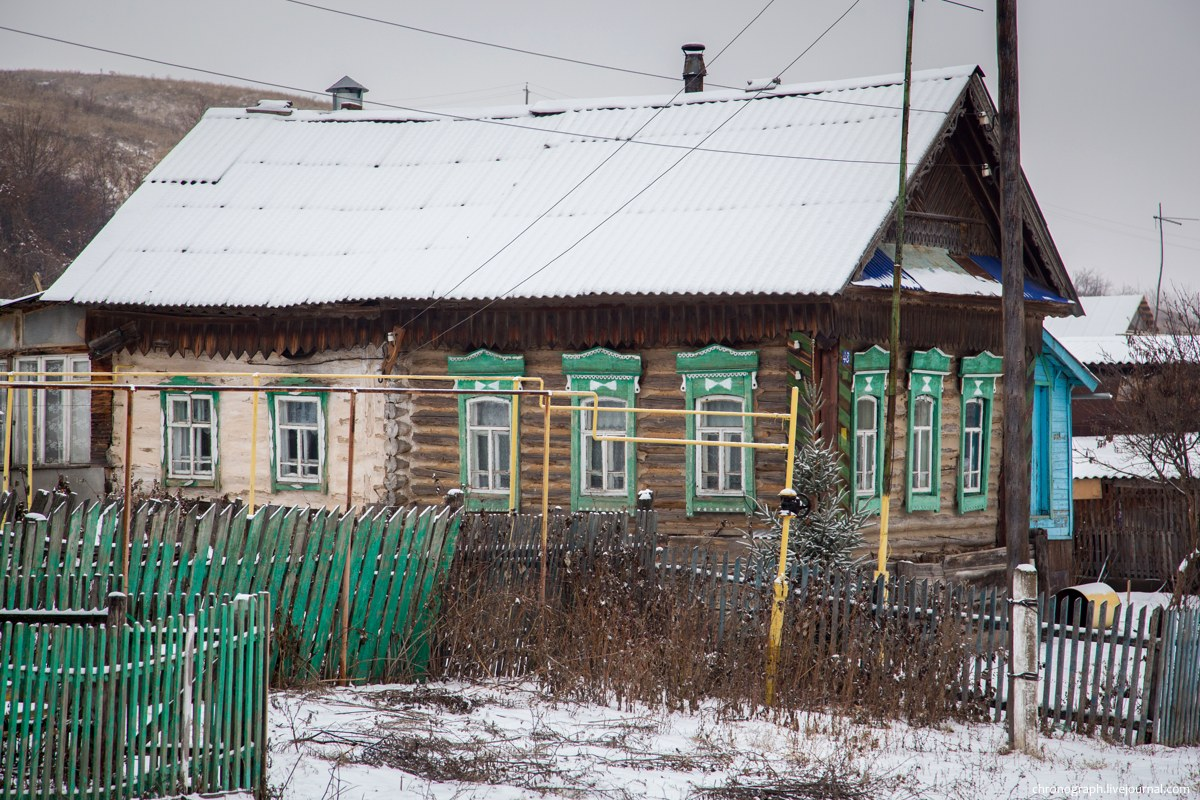
Жилой дом

В 1838 году через Винновку пролегал маршрут братьев Чернецовых во время их путешествия по Волге. Сопровождавший их художник Антон Иванов-Голубой изобразил Винновку на одном из своих полотен.
В 1839 году в селе случился пожар, уничтоживший большую часть села, в том числе и деревянную церковь. При графине Орловой-Чесменской была начата постройка каменной церкви, которая прервалась в связи с продажей ею села. В 1848 году крестьянская община Винновки приняла решение об обязательном сборе средств со всех жителей на завершение церкви. строительство церкви было завершено в 1851 году, с престолом в ней — в честь Казанской иконы Божьей Матери Помимо церкви в селе имелись два молитвенных дома старообрядцев..
В 1845 году село было передано под управление Новодевичьему приказу (позже Переволокскому) Сызранской удельной конторы, которой управлялось до отмены крепостного права. До 1851 года село относилось к Самарскому уезду, а с 1851 года — к Осиновской волости Сызранского уезда Симбирской губернии.
В XIX веке к основными занятиям жителей села относились сельское хозяйство, лесные промыслы, добыча извести и алебастра, изготовление кирпича, извоз, торговля и работа по подённому найму. При селе имелась пристань, осуществлялся перевоз через Волгу. В 1867 году в селе было открыто народное начальное училище, уроки в котором вёл местный священник. В начале XX века в селе М. Д. Маштаковым был построен алебастровый завод.
В 1930 году церковь в селе была закрыта. Позже в здании церкви располагалось зернохранилище, столовая, хлев.
В 2003 году началось восстановление церкви, в 2006 году в Винновке открылся Свято-Богородичного монастыря Казанской иконы Божьей Матери, а в июле 2013 года — монастырский музей.

## Достопримечательности
В окрестностях села находится ряд археологических памятников: городище Винновка «Каменная Коза», се́лище Винновка 1, селище Винновка 2, селище Винновка 3, селище Винновка 4, селище Винновка 5, селище Винновка 6, Курганный могильник Винновка.

## Транспорт
Действует пристань, куда причаливают пригородные суда, курсирующие по маршруту Самара—Винновка.